# جيم برايسون (سياسي)
جيم برايسون هو سياسي أمريكي، ولد في 14 يوليو 1961 في فايتفيل في الولايات المتحدة. نشط حزبياً في الحزب الجمهوري. وقد انتخب عضو مجلس ولاية تينيسي ‏.